# Orao (zviježđe)
Orao (lat. Aquila) je sjajno zviježđe na južnom nebu. Nalazi se između zviježđa Dupina, Herkula, Jarca, Zmije, Zmijonosca, Strelice, Strijelca, Štita i Vodenjaka. Uveo ga je u 2. stoljeću astronom Ptolomej. Najsjajnija pripadna zviezda Altair udaljena je 16,8 svjetlosnih godina od Sunca, s prividnom magnitudom od 0,77. Sa zvijezdama Denebom (Labud) i Vegom (Lira) tvori tzv. Ljetni trokut.
Orao leži na nebeskom ekvatoru i predstavlja orla koji je nosio munje grčkog boga  Zeusa. Najsjajnija zvijezda u zviježđu je (α) Orla ili Altair. Ona je jedna od dvadeset najsjajnijih zvijezda na nebu te predstavlja vrat orla i vrh je Ljetnog trokuta s Denebom u Labudu i Vegom u Liri. Altair je zaštićen dvjema zvijezdama, (β) Orla ili Alšain i (γ) Orla ili Tarazed. Mliječna staza prolazi tim zviježđem. 
U zviježđu se nalaze prvi otkriveni dvojni pulsar PSR J1915+1606, planetarne maglice NGC 6781, NGC 6741 i NGC 6751, otvoreni zvjezdani skupovi NGC 6709 i NGC 6755, kuglasti zvjezdani skup NGC 6760, ostatci supernova W49B i W50, spiralna galaktika NGC 6814 i dr.

## Mitologija
Po starogrčkoj mitologiji, u ratu bogova i titana je taj orao prenosio Zeusove munje. Nakon pobjede nad titanima, Zeus je zadržao orla na nebu. Pored toga, kada je bogovima bio potreban novi peharnik, orao je poslan neka donese Ganimeda na Olimp, - ili se po drugoj inačici, sam Zeus pretvorio u orla i donio Ganimeda. Ganimed je prenesen na nebo kao zvieždje Vodenjak (Aquarius), koje graniči s Orlom.